# RP Solutions
Pour les articles homonymes, voir RP.
 (octobre 2016).
RP Solutions est une entreprise  française spécialisée dans le traitement de la monnaie, les monnayeurs et l’imagerie.
Elle fabrique également des cabines photo de luxe que — à la suite d’un accord de licence analogue à celui de Citroën et de la famille Picasso — elle commercialise sous la marque « Studio Harcourt » avec des photos signées « H ».
Son siège social est à Montreuil (Seine-Saint-Denis).

## Les cabines Studio Harcourt
Les cabines Studio Harcourt sont des cabines photographiques automatiques inventées, fabriquées et commercialisées par l’entreprise.
Elles délivrent des portraits photographiques noir et blanc de format 10 × 15 cm. 
Ces portraits sont réalisés dans un éclairage continu inspiré du style Harcourt et signé, à la suite d’un accord de licence, d’un « H » en italiques rappelant la signature du Studio Harcourt. 
Elles sont implantées dans la salle des pas perdus de la gare Saint-Lazare, un certain nombre de grands multiplexes cinématographiques (MK2 Bibliothèque, Pathé-Levallois, etc.), des Galeries Lafayette de province, etc.